# Едермюнде
Едермюнде (нім. Edermünde) — громада в Німеччині, знаходиться в землі Гессен. Підпорядковується адміністративному округу Кассель. Входить до складу району Швальм-Едер.
Площа — 25,83 км2. Населення становить 7321 ос. (станом на 31 грудня 2020).

## Географії

### Сусідні міста та громади
Едермюнде межує з 4 містами / громадами:
- Баунаталь
- Гуксгаген
- Гуденсберг
- Ніденштайн

## Галерея

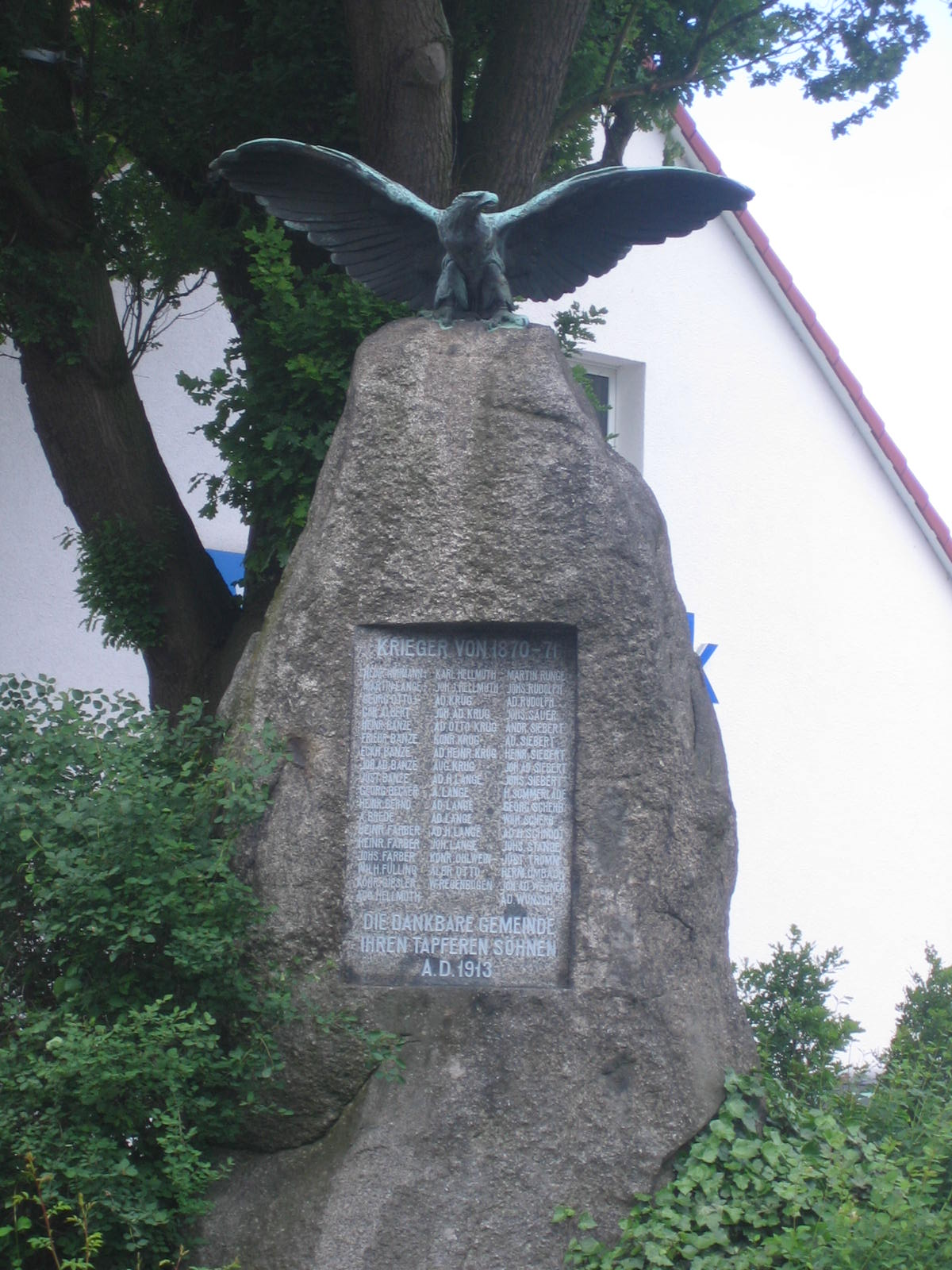